# خانه نورانی
خانه نورانی مربوط به اواخر دوره قاجار - اوایل دوره پهلوی است و در بیرجند، خیابان مطهری، کوچه شهید احمد کرمانی، پلاک ۴۱ واقع شده و این اثر در تاریخ ۱۱ دی ۱۳۸۰ با شمارهٔ ثبت ۴۶۵۹ به‌عنوان یکی از آثار ملی ایران به ثبت رسیده است.